# Aleksandrowka (rejon czytyjski)
Aleksandrowka (ros. Александровка) – wieś w Rosji, w Kraju Zabajkalskim, w rejonie czytyjskim. W 2010 liczyła 997 mieszkańców.